# آنچال مونجال
آنچال مونجال (انگلیسی: Aanchal Munjal) بازیگر هندی سینما و تلویزیون است که در فیلم‌های هندی و تامیل بازی کرده‌است.

## مسیر شغلی
مونجال بازیگری خودرا از خردسالی شروع کرد. اولین نقش آفرینی تلویزیونی مونجال، با بازی در نقش سمیرا در برنامه کمدی موسیقی راک بیا موسیقی راک، سال ۲۰۰۸ بود.

## فیلم‌شناسی
| سال  | نام فیلم          | نقش           | نکات       |
| ---- | ----------------- | ------------- | ---------- |
| ۲۰۱۰ | ما خانواده هستیم  | آلیا          | اولین فیلم |
| ۲۰۱۱ | تبعیض             | مونیا اس. یدو |            |
| ۲۰۱۶ | گایال: یک‌بار دیگر | آنوشکا        |            |